# Paratheuma
Paratheuma es un género de arañas araneomorfas de la familia Dictynidae. Se encuentra en  Oceanía, este de Asia, Florida, las Antillas y Sonora, México.

## Lista de especies
Según The World Spider Catalog 20.0:
- Paratheuma andromeda Beatty & Berry, 1989
- Paratheuma armata (Marples, 1964)
- Paratheuma australis Beatty & Berry, 1989
- Paratheuma insulana (Banks, 1902)
- Paratheuma interaesta (Roth & Brown, 1975)
- Paratheuma makai Berry & Beatty, 1989
- Paratheuma ramseyae Beatty & Berry, 1989
- Paratheuma rangiroa Beatty & Berry, 1989
- Paratheuma shirahamaensis (Oi, 1960)